# Túnel do Grande São Bernardo
O Túnel do Grande São Bernardo, é um túnel rodoviário que liga a cidade de Martigny no cantão do Valais na Suíça com Saint-Rhémy-en-Bosses no Vale de Aosta, na Itália.
O Colo do Grande São Bernardo sempre teve desde a antiguidade um papel importante nas ligações entre o norte e o sul da Europa. Foi por este passo de montanha que passaram as legiões romanas, as tribos bárbaras, os Sarracenos, os imperadores do Sacro Império Romano-Germânico, os Cruzados e Napoleão Bonaparte.
Hoje a travessia é facilitada pela utilização do túnel, cujos trabalhos começaram em 1958 do lado italiano e logo a seguir do lado helvético.

## Características
Duas companhias, uma italiana e outra suíça, foram formadas para se ocuparem da construção - que demorou 6 anos - e posteriormente da gestão do túnel. Aberto em 19 de março de 1964, foi o primeiro túnel a assegurar o tráfico rodoviário transalpino durante todo o ano.
Com 5792 m de comprimento a entrada do túnel encontra-se a 1875 m do lado italiano, e a 1918 m do lado suíço. Duas salas de controle, uma a cada entrada, gerem em comum o tráfego e os serviços de socorro.

## Imagens
- Vídeo na página oficial
- Vidéo: Le percement du tunnel en 1962, um arquivo da Televisão Suíça Romanda